# واش‌مرغ ماندابی
واش‌مرغ ماندابی (نام علمی: Helopsaltes pryeri)، که با نام سسک باتلاقی ژاپنی نیز شناخته می‌شود، گونه‌ای از سسک‌های جهان قدیم در تیرهٔ سسکان ملخی (Locustellidae) است. این پرنده در چین، ژاپن، کره جنوبی، مغولستان و روسیه یافت می‌شود.
زیستگاه طبیعی آن مانداب‌ها است. این گونه با از دست دادن زیستگاه تهدید می‌شود.